# Хърватски национален театър „Иван Зайц“
Хърватският национален театър „Иван Зайц“ в Риека, Хърватия (на хърватски: Hrvatsko narodno kazalište Ivana pl. Zajca Rijeka), известен също с абревиатурата HNK Rijeka, е значим градски и регионален (далматински) културен център. Носи името на хърватския композитор и диригент Иван Зайц, роден в Риека през 1832 г.

## История
Театралната традиция в Риека е на повече от 250 години. Първият театър в града „Боно-Герлици“ (на хърватски: Kazalište Bono – Gerliczi) е създаден през 1765 г. Но почти четиридесет години след основаването си той се оказва малък за разрастващия се град и през 1803 г. предприемачът Андрей Людевит Адамич (Andrija Ljudevit Adamić) започва строителството на нова сграда, която е официално открита на 3 октомври 1805 г.
В новия театър са поставяни основно произведения на италиански автори и в по-малка степен германски.
През 1883 г. общината взима решение да разруши сградата на Адамич, тъй като не отговаря на новите европейски стандарти за безопасност (в този период немалко театрални здания в Австро-Унгария пострадват от пожари и са взети мерки за налагането на нови, по-съвременни правила при изграждането на новите сгради). Така на мястото на бившия театър е построен Дворецът Модело, където е настанена банката и спестовната каса, а за театъра е избрано ново място и поръчката за архитектурните чертежи е отправена към известните виенски архитекти Фердинанд Фелнер и Херман Хелмер.
Две години по-късно новата сграда е завършена и вече под името Общински театър (Teatro comunale), театърът е тържествено открит на 3 октомври 1885 г. Сградата е изящно украсена с декоративни елементи, изработени от венецианския скулптор Аугуст Бенвенути, таваните са дело на австрийския художник и скулптор Франц фон Мач в сътрудничество с братята Густав Климт и Ернст Климт. По случай откриването са поставени две творби, които дотогава не присъстват в театралния афиш на Риека – операта „Джоконда“ на Амилкаре Понкиели и Аида на Джузепе Верди.
През 1913 г. театърът получава името на италианския композитор Джузепе Верди („Teatro comunale Giuseppe Verdi“) и през следващите три десетилетия до 1943 г. от сцената му звучи единствено италианска реч.
След Втората световна война Риека влиза в състава на Югославия и от 1945 г. театралната трупа започва да изнася представления вече и на хърватски език. Ядрото на трупата са обединените състави „Цар Никола“ (Nikola Car) и „Отокар Кершовани“ (Otokar Keršovani). Спектакли изнася и италианската трупа „Filodrammatica fiumana“ – основно класически опери и италианска драма. Първият директор на театъра е Джуро Росич.
На 20 октомври 1946 г. е открит първият театрален сезон на театър „Джузепе Верди“ с премиера на драмата „Дубравка“ (написана през 1628 г.) от дубровнишкия поет Иван Гундулич (постановка на Марко Фотез (Marko Fotez).
През 1953 г. театърът е преименуван на името на хърватския композитор и диригент Иван Зайц (1832 – 1914).
След разпада на Югославия и обявяването на независимостта на Хърватия през 1991 г., театърът получава статус на национален заедно с още три други – (Националния театър в Загреб, Националния театър в Сплит и Театъра в Осиек).